# V. János moldvai fejedelem
V. János vagy Szász Jankul (? – 1582. szeptember 28.) Moldva fejedelme 1579-től 1582-ig.
Egyes források szerint IV. Péter törvénytelen gyermekeként született, más változat azt állítja – hogy mint neve is mutatja – erdélyi szász volt, aki Konstantinápolyban egy gazdag ciprusi nőt vett el és neje hozományával vásárolta a vajdaságot. Báthory Istvánnal a lengyel határ megsértése miatt viszályba keveredett, aki őt ezért III. Murád szultánnal letétette, majd elfogatta és Lengyelországban lefejeztette.